# Аквариум Барселоны
Аквариум Барселоны (кат. Aquàrium de Barcelona) — крупнейший в Европе аквариум. Один из важнейших мировых центров по изучению и сохранению подводной фауны Средиземного моря.

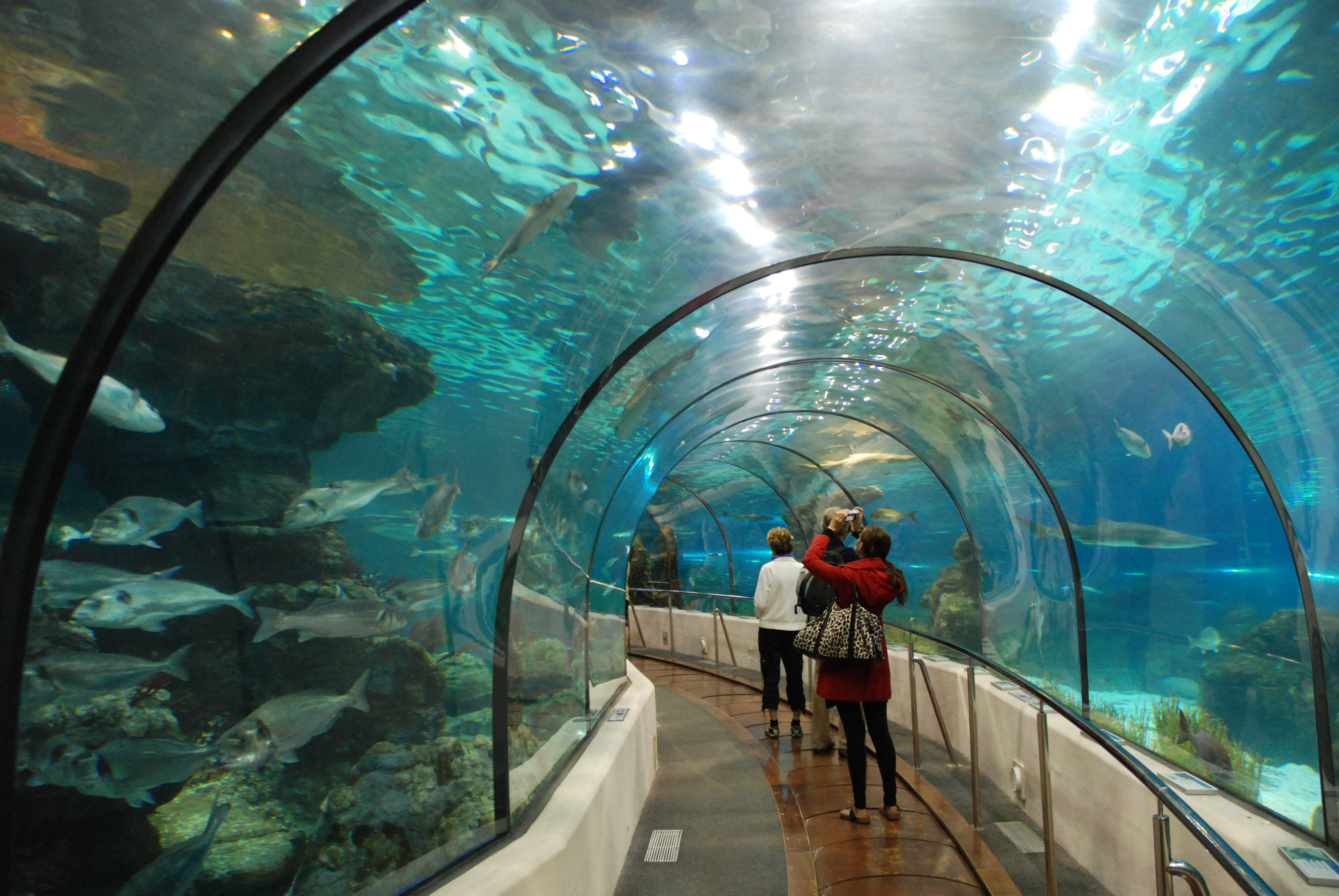
Туннель в аквариуме Барселоны

Расположен в районе в Старом Порте, недалеко от памятника Колумбу в испанском городе Барселона на Молле Испании (кат. Moll d'Espanya). Адрес : Port Vell, Moll d’Espanya, ближайшая станция метро — Drassanes.
Аквариум в Барселоне представляет собой огромный 36-метровый океанариум, вмещающий 4,5 млн литров воды и 35 небольших аквариумов, каждый со своим определенным типом флоры и фауны. Прозрачный 80-метровый подводный стеклянный туннель — самый длинный в мире, расположенный под океанариумом, где могут поместиться до 100 человек одновременно, позволяющий почувствовать себя на морском дне. u2028u2028
Экспозиция представлена в виде 14 отдельных экосистем: скалистого и песчаного побережья, зарослей водорослей, подводных пещер и гротов, коралловых рифов и т. д. Ещё 7 аквариумов посвящено тропическим экосистемам: здесь можно увидеть, к примеру, обитателей Большого Барьерного рифа, Красного или Карибского моря в их естественной среде обитания. Одна из самых интересных частей экспозиции — мини-аквариумы, акцентирующие внимание на удивительных обитателях моря, которых сложно разглядеть в большом объёме воды, например, морских коньках, губках и микроскопических рыбках, которых можно рассматривать под лупой. В Аквариуме Барселоны собрано 11 тыс. морских животных, относящихся к 450 видам, 300 видов морских рыб.
Кроме того, здесь размещены выставки на морскую тематику, кафе, магазин, залы для проведения конференций и тому подобное.
С момента открытия 8 сентября 1995 года аквариум посетило более 14 млн человек.